# Ломы (сельское поселение Ишня)
Ломы́ — деревня в Ростовском районе Ярославской области России. Входит в состав сельского поселения Ишня.
Расположена в 195 км от Москвы, 65 км от Ярославля, 11 км от Ростова, 5 км от федеральной автотрассы М8 «Холмогоры» (в частности от европейского маршрута E 115)и в 9 км от ж/д линии Москва — Ярославль. Ближайшая железнодорожная станция Ростов-Ярославский находится в 15 км от села.
Население Ломов на 1 января 2010 г. составляет 1 чел.

## История
В 1898—1901 гг. по разным оценкам в селе располагалось от 52 до 62 дворов.
В советское время здесь в основном жили труженики совхоза (МСП) «Киргизстан».

## Климат
Климат умеренно континентальный с умеренно теплым и влажным летом и умеренно холодной зимой. Среднегодовая многолетняя температура +3,4°С, средняя многолетняя температура зимы (январь) — −11,1°С; лета (июль) — +17,3°С. Среднегодовая амплитуда температур довольно велика, с абсолютным максимумом +36°С и абсолютным минимумом −46°С. В среднем на территории выпадает 500—600 мм осадков в год, причем максимум приходится на летний период. Количество осадков превышает испарения, поэтому коэффициент увлажнения составляет 1,2-1,3. Толщина снежного покрова составляет от 30 до 70 см. Скорости ветров небольшие, в среднем 3,5-5,0 м/с, иногда сильные — 10-15 м/с, очень редки штормовые ветры — более 15 м/с. В целом климат благоприятен для развития сельского хозяйства и рекреации.

## Население
| 2007 | 2010 |
| ---- | ---- |
| 0    | ↗1   |

Помимо основного населения, в деревне также живут дачники.